# Opera romana pellegrinaggi

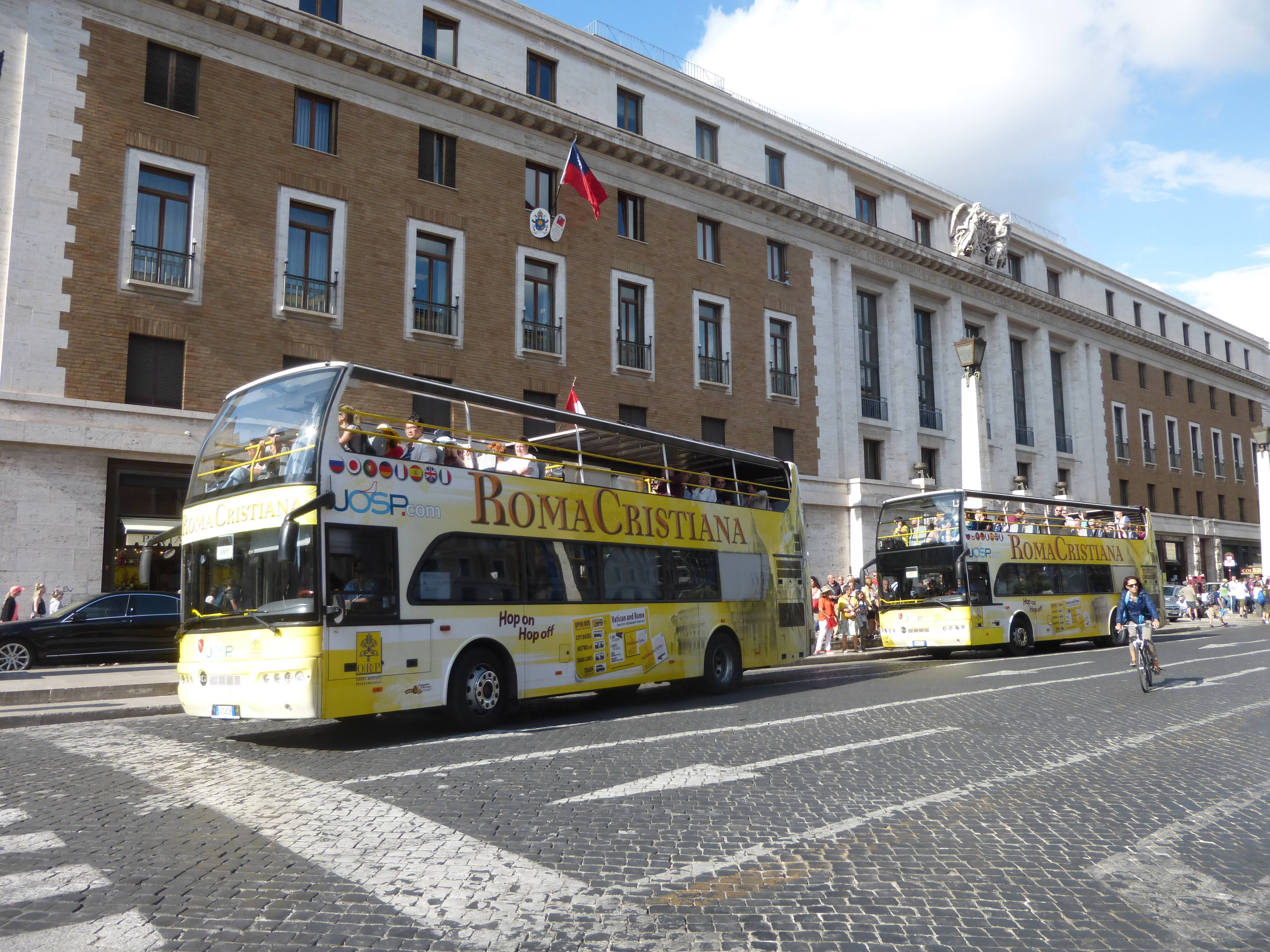
Roma cristiana in tour

L'Opera romana pellegrinaggi meglio conosciuta con l'acronimo ORP, è un'attività istituzionale del vicariato di Roma, organo della Santa Sede, alle dirette dipendenze del vicario generale del papa.
Fondata a Roma nel 1933, organizza pellegrinaggi verso le principali mete della cristianità come Lourdes, Fatima, Santiago di Compostela, la Terra santa, Częstochowa e molte altre.
L'ORP svolge un servizio pastorale diffondendo il messaggio di Cristo attraverso lo strumento del pellegrinaggio. Inoltre sostiene numerosi progetti di solidarietà in Italia e nel mondo, aiutando i più bisognosi, e impegnandosi nella costruzione di chiese, scuole e ospedali.
I suoi trasporti principali verso l'estero avvengono mediante voli charter dagli aeroporti italiani di Roma, Verona, Bari, Brindisi, Lamezia Terme, Catania e Ancona.
Tra le sue offerte, l'Opera Romana Pellegrinaggi cura anche l'incoming per i pellegrini che giungono in visita a Roma, offrendo loro servizi di accoglienza e assistenza sia nella scelta dell'alloggio, sia nelle visite ai siti di maggior interesse religioso-culturale della città eterna.
Recentemente, l'Opera Romana Pellegrinaggi, insieme a Roma Capitale e in collaborazione con Zètema Progetto Cultura e Atac, ha lanciato OMNIA Vatican & Rome, una card integrata di servizi che, valida per 3 giorni, permette di visitare i siti più belli della città: Musei Vaticani, Cappella Sistina, Basilica di San Pietro o Giardini Vaticani, Colosseo, Foro Romano e Palatino, Basilica di San Giovanni in Laterano e Chiostro, ecc. dà accesso all'Open Bus Roma Cristiana e al trasporto pubblico urbano e molto altro. Tutto, senza fare fila, e operando come ente no profit.